# Цзяшань
Цзяша́нь (кит. упр. 嘉善, пиньинь Jiāshàn) — уезд городского округа Цзясин провинции Чжэцзян (КНР).

## История
Когда китайские земли впервые в истории были объединены в единое государство, Цинь Шихуанди основал здесь уезд Цюцюань (囚拳县). Впоследствии название уезда исказилось в Юцюань (由拳县). В эпоху Троецарствия уезд был в 231 году переименован в Хэсин (禾兴县). Правитель царства У Сунь Цюань в 242 году сделал своего сына Сунь Хэ наследником престола; соблюдая практику табу на имена, чтобы избежать использования иероглифа, читающегося так же, как имя наследника, уезд был переименован в Цзясин (嘉兴县).
В 1430 году северо-восточная часть уезда Цзясин была выделена в отдельный уезд Цзяшань.
После образования КНР в 1949 году был создан Специальный район Цзясин (嘉兴专区), и уезд вошёл в его состав. В 1958 году уезд Цзяшань был присоединён к уезду Цзясин, но в 1961 году выделен в отдельный уезд вновь.
В 1973 году Специальный район Цзясин был переименован в Округ Цзясин (嘉兴地区).
В октябре 1983 года был расформирован округ Цзясин, а вместо него были образованы городские округа Цзясин и Хучжоу; уезд вошёл в состав городского округа Цзясин.

## Административное деление
Уезд делится на 3 уличных комитета и 6 посёлков.